# Lepyrodon tomentosus
Lepyrodon tomentosus là một loài Rêu trong họ Lepyrodontaceae. Loài này được (Hook.) Mitt. miêu tả khoa học đầu tiên năm 1869.